# Gustav Möllmann
Gustav Möllmann (* 8. Februar 1851 in Menslage; † 20. Januar 1919 in Osnabrück) war ein deutscher Apotheker und Naturkundler. Er erfasste und beschrieb die heimische Flora und Fauna im Artland und in der Umgebung von Osnabrück.

## Leben
Gustav Möllmann wurde in Menslage im Artland geboren als Sohn des Kaufmanns Jacob Gerhard Möllmann und dessen Ehefrau Caroline Margarethe Möllmann, geborene Püschelberger. Einer seiner Großväter war der Börsteler Stiftsprediger Bernhard Möllmann (1760–1839); der Politiker Bernhard Möllmann (1832–1897) war sein Halbbruder.
Nach dem Besuch des Ratsgymnasiums Osnabrück begann Möllmann 1870 eine Apothekerlehre in Quakenbrück. Anschließend studierte er Pharmazie an der Philipps-Universität Marburg. Nach beendetem Studium wurde er dort Assistent am Pharmazeutischen Institut.
Im Jahre 1881 übernahm Möllmann die Leitung der Knopfschen Apotheke, wo er ehedem seine Ausbildung erhalten hatte. Möllmann heiratete Lilly Holle im Jahre 1895 und übernahm die Adler-Apotheke in Osnabrück.
Neben seiner beruflichen Ausbildung befasste sich Möllmann mit der heimischen Flora und Fauna. Als junger Mann beobachtete er Vögel und andere Wirbeltiere und führte die ersten fundierten, umfangreichen naturkundlichen Erfassungen durch. Die von ihm erstellte Zusammenstellung der Säugetiere, Vögel, Reptilien, Amphibien und Fische, welche bis jetzt im Artlande und den angrenzenden Gebieten beobachtet wurden veröffentlichte er 1893 im 9. Jahresbericht des Naturwissenschaftlichen Vereins zu Osnabrück. Nach seinem Umzug nach Osnabrück wandte er sich der Botanik und auch den allgemeinen Naturwissenschaften zu. Sein Spezialgebiet war die Bryologie. Er veröffentlichte 1901 die erste bryologische Erforschung aus dem Regierungsbezirk Osnabrück. Es war in dieser Region die „erste Zusammenstellung von 56 Lebermoosarten, 24 Torfmoosarten und -varietäten (nach der heutigen Artenfassung 14 Arten) und 225 Laubmoosarten und -varietäten“. Ein Teil seines Herbariums liegt im Museum am Schölerberg in Osnabrück. Die von ihm gesammelten Daten über die Region werden als einmalig angesehen und von vielen Biologen und Naturschützern genutzt.
1906 übernahm er den Vorsitz des Naturwissenschaftlichen Vereins Osnabrück und übte dieses Amt bis zu seinem Tod aus.

## Schriften (Auswahl)
- Zusammenstellung der Säugetiere, Vögel, Reptilien, Amphibien und Fische, welche bis jetzt im Artlande und den angrenzenden Gebieten beobachtet wurden. In: Jahresbericht des Naturwissenschaftlichen Vereins zu Osnabrück. Band 9, 1893, S. 166–232, urn:nbn:de:hebis:30:3-322654 (Auch enthalten in:  Pamphlets on Biology: Kofoid collection, Band 1340, 1911.).
- Beitrag zur Flora des Regierungsbezirks Osnabrück. Die Moose. In: Jahresbericht des Naturwissenschaftlichen Vereins zu Osnabrück. Band 14, 1901, S. 25–82, urn:nbn:de:hebis:30:3-314662.
- Beitrag zur Flechtenflora des Regierungsbezirks Osnabrück. 1911.
- Die Sammlung von Säugetieren im Museum von Osnabrück. 1911.